# メソダクティリテス
メソダクティリテス（学名 : Mesodactylites）は、ノディコエロセラスのシノニムとされる場合があるアンモナイトの属で、前期ジュラ紀の前期トアルシアンから中期（Serpentinum帯からBifrons帯までのアンモナイト帯）に生息していた。化石は南ヨーロッパ、中央ヨーロッパ、北アフリカで発見された。ノディコエロセラスから進化した。

## 概要
本属は小型から中型の殻を持っていた。渦はカディコンから中程度の縮閉線状である。亜円形の渦の断面は、縁側が凸状で腹部が丸みを帯びている。肋は単一のものと分岐するものがある。腹外側には結節があり、そのほとんどは房錐にあたる。